# Conchocarpus
Conchocarpus är ett släkte av vinruteväxter. Conchocarpus ingår i familjen vinruteväxter.

## Dottertaxa tillConchocarpus, i alfabetisk ordning[1]
- Conchocarpus acuminatus
- Conchocarpus adenantherus
- Conchocarpus bellus
- Conchocarpus cauliflorus
- Conchocarpus concinnus
- Conchocarpus cuneifolius
- Conchocarpus cyrtanthus
- Conchocarpus dasyanthus
- Conchocarpus diadematus
- Conchocarpus elegans
- Conchocarpus fanshawei
- Conchocarpus fissicalyx
- Conchocarpus fontanesianus
- Conchocarpus furcatus
- Conchocarpus gaudichaudianus
- Conchocarpus grandiflorus
- Conchocarpus grandis
- Conchocarpus guyanensis
- Conchocarpus hamadryadicus
- Conchocarpus heterophyllus
- Conchocarpus hirsutus
- Conchocarpus inopinatus
- Conchocarpus insignis
- Conchocarpus larensis
- Conchocarpus longifolius
- Conchocarpus longipes
- Conchocarpus macrocarpus
- Conchocarpus macrophyllus
- Conchocarpus marginatus
- Conchocarpus mastigophorus
- Conchocarpus minutiflorus
- Conchocarpus modestus
- Conchocarpus nicaraguensis
- Conchocarpus obovatus
- Conchocarpus odoratissimus
- Conchocarpus oppositifolius
- Conchocarpus ovatus
- Conchocarpus paniculatus
- Conchocarpus pentandrus
- Conchocarpus punctatus
- Conchocarpus racemosus
- Conchocarpus ramiflorus
- Conchocarpus santosii
- Conchocarpus silvestris
- Conchocarpus sordidus
- Conchocarpus toxicarius
- Conchocarpus transitionalis
- Conchocarpus ucayalinus